# Новомихайлівська сільська рада (Новобузький район)
Новомиха́йлівська сільська́ ра́да — адміністративно-територіальна одиниця та орган місцевого самоврядування в Новобузькому районі Миколаївської області. Адміністративний центр — село Новомихайлівка.

## Загальні відомості
- Населення ради: 1 163 особи (станом на 2001 рік)

## Населені пункти
Сільській раді підпорядковані населені пункти:
- с. Новомихайлівка
- с. Анастасівка
- с. Григорівка
- с. Новодмитрівка

## Склад ради
Рада складається з 16 депутатів та голови.
- Голова ради: Близнюк Валентина Володимирівна
- Секретар ради: Щербина Тетяна Олексіївна

### Керівний склад попередніх скликань
| Прізвище, ім'я, по батькові     | Основні відомості                                                         | Дата обрання | Дата звільнення |
| ------------------------------- | ------------------------------------------------------------------------- | ------------ | --------------- |
| Близнюк Валентина Володимирівна | Сільський голова, 1962 року народження, освіта вища, член Народної партії | 26.03.2006   | 31.10.2010      |
| Близнюк Валентина Володимирівна | Сільський голова, 1962 року народження, освіта вища, член Партії регіонів | 31.10.2010   |                 |

Примітка: таблиця складена за даними сайту Верховної Ради України

### Депутати
За результатами місцевих виборів 2010 року депутатами ради стали:

#### За суб'єктами висування
| Суб'єкт висування | Кількість обраних депутатів | %    |
| ----------------- | --------------------------- | ---- |
| Партія регіонів   | 10                          | 62,5 |
| Самовисування     | 6                           | 37,5 |

#### За округами
| № округу        | Прізвище, ім'я, по батькові     | Дата визнання обраним | Освіта  | Партійна приналежність | Відомості про обраного депутата                             |
| --------------- | ------------------------------- | --------------------- | ------- | ---------------------- | ----------------------------------------------------------- |
| Партія регіонів |                                 |                       |         |                        |                                                             |
| 1               | Мастабай Віктор Федорович       | 03.11.2010            | середня | позапартійний          | тимчасово не працює                                         |
| 6               | Щербина Тетяна Олексіївна       | 03.11.2010            | середня | позапартійна           | Новомихайлівська сільська рада, секретар сільської ради     |
| 7               | Кочерко Сергій Володимирович    | 03.11.2010            | середня | член Партії регіонів   | приватний підприємець                                       |
| 9               | Кошмак Надія Яківна             | 03.11.2010            | середня | позапартійна           | пенсіонер                                                   |
| 11              | Дон Олександр Георгійович       | 03.11.2010            | вища    | член Партії регіонів   | приватний підприємець                                       |
| 12              | Тригубенко Наталія Григорівна   | 03.11.2010            | середня | позапартійна           | Новодмитрівська загальноосвітня школа, вчитель              |
| 13              | Притуленко Людмила Анатоліївна  | 03.11.2010            | середня | позапартійна           | Новодмитрівська загальноосвітня школа, вчитель              |
| 14              | Гаращенко Світлана Михайлівна   | 03.11.2010            | середня | позапартійна           | Новодмитрівський дитячий садок, завідувачка                 |
| 15              | Муляр Сергій Анатолійович       | 03.11.2010            | середня | член Партії регіонів   | Баштанське лісове господарство, охоронник                   |
| 16              | Феньків Валентин Васильович     | 03.11.2010            | середня | позапартійний          | тимчасово не працює                                         |
| Самовисування   |                                 |                       |         |                        |                                                             |
| 2               | Мовчан Людмила Миколаївна       | 03.11.2010            | вища    | позапартійна           | Новомихайлівська загальноосвітня школа, заступник директора |
| 3               | Лісовенко Світлана Анатоліївна  | 03.11.2010            | середня | позапартійна           | Новомихайлівська сільська рада, землевпорядник              |
| 4               | Євменова Валентина Іванівна     | 03.11.2010            | вища    | позапартійна           | Новомихайлівська загальноосвітня школа, вчитель             |
| 5               | Гусарова Наталія Михайлівна     | 03.11.2010            | середня | позапартійна           | приватний підприємець                                       |
| 8               | Підгорна Світлана В'ячеславівна | 03.11.2010            | середня | позапартійна           | тимчасово не працює                                         |
| 10              | Близнюк Сергій Адамович         | 03.11.2010            | середня | позапартійний          | приватний підприємець                                       |